# Paranisopodus paradoxus
Paranisopodus paradoxus là một loài bọ cánh cứng trong họ Cerambycidae.